# Medalha Copley
Medalha Copley é um prêmio no domínio das ciências. É a medalha de maior prestígio atribuída pela Royal Society e, também, a mais antiga. Foi concedida pela primeira vez, em 1731.

## História

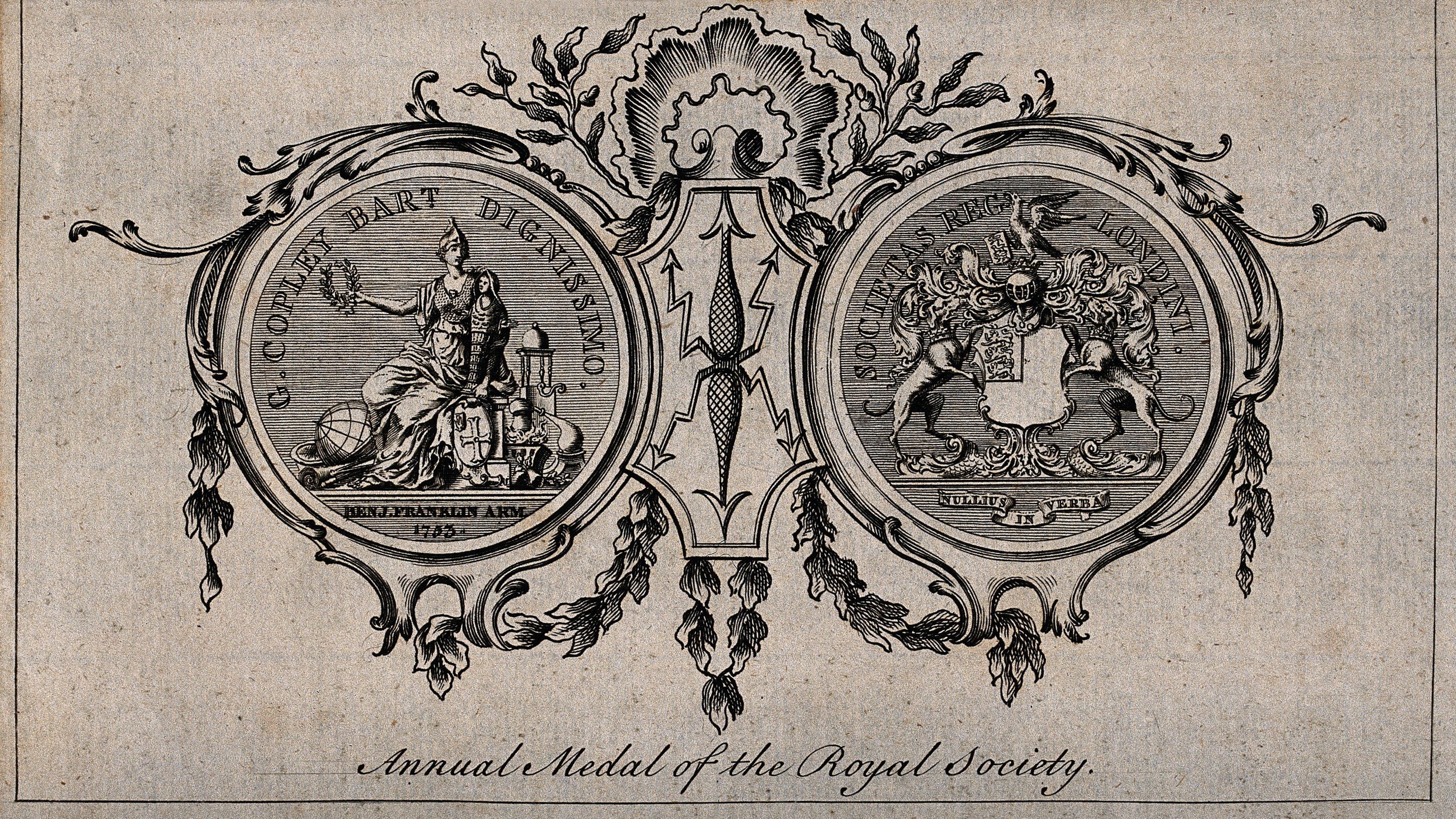
Medalha de Benjamin Franklin, 1753.

A medalha foi criada após uma doação de 100 libras esterlinas à Royal Society, em 1709, por Godfrey Copley, um proprietário de terras em Sprotbrough (próximo a Doncaster, sul de Yorkshire), que foi eleito membro da sociedade, em 1691.
É uma das dez medalhas concedidas pela Royal Society. Algumas são anuais, outras concedidas em diferentes intervalos, conforme os termos de atribuição. A Medalha Copley alterna entre as ciências físicas e as ciências da vida. Os laureados são eleitos pelos membros da Royal Society.

## Agraciados

### 1731 — 1750
| Nº | Ano  | Premiado                    | Nacionalidade | Razão | Referência    |
| -- | ---- | --------------------------- | ------------- | --- | ------------- |
| 1  | 1731 | Stephen Gray                | Reino Unido   | "Por seus novos experimentos sobre eletricidade: como encorajamento devido à rapidez que sempre mostrou à Royal Society com suas descobertas e melhoramentos nesta parte das ciências naturais" | [ 1 ]         |
| 2  | 1732 | Stephen Gray                | Reino Unido   | "Pelos experimentos realizados durante o ano 1732" | [ 1 ]         |
|    | 1733 | Não concedido               | Não concedido | Não concedido | Não concedido |
| 3  | 1734 | John Theophilus Desaguliers | França        | "Em consideração aos seus diversos experimentos apresentados à Royal Society" | [ 2 ]         |
|    | 1735 | Não concedido               | Não concedido | Não concedido | Não concedido |
| 4  | 1736 | John Theophilus Desaguliers | França        | "Por seus experimentos realizados durante o ano" | [ 2 ]         |
| 5  | 1737 | John Belchier               | Reino Unido   | "Por seu experimento mostrando as propriedades de uma dieta de raízes de garança no tingimento de ossos de animais vivos com uma coloração vermelha" | [ 3 ]         |
| 6  | 1738 | James Valoue                | Reino Unido   | "Por sua invenção de uma engenhoca para direcionar os pilares de uma fundação para a ponte a ser construída em Westminster, cujo modelo foi apresentado à Royal Society" | —             |
| 7  | 1739 | Stephen Hales               | Reino Unido   | "Por seus experimentos em busca de medicamentos para dissolver cálculos renais, e conservantes para alimentos em longas viagens marítimas" | [ 4 ]         |
| 8  | 1740 | Alexander Stuart            | Reino Unido   | "Por suas aulas sobre o movimento muscular. Em adição a seus serviços prestados à Royal Society" | [ 5 ]         |
| 9  | 1741 | John Theophilus Desaguliers | França        | "Por seus experimentos para a descoberta das propriedades da eletricidade. Como um complemento ao seu subsídio (como curador) para o presente ano." | [ 2 ]         |
| 10 | 1742 | Christopher Middleton       | Reino Unido   | "Pela comunicação de suas observações na tentativa de descobrir uma passagem do Noroeste para as Índias Orientais através da Baía de Hudson" | [ 6 ]         |
| 11 | 1743 | Abraham Trembley            | Suíça         | Por seus experimentos no Pólipo" | —             |
| 12 | 1744 | Henry Baker                 | Reino Unido   | "Por seus curiosos experimentos relacionados à cristalização ou configuração das partículas minúsculas de corpos salinos dissolvidos em um mênstruo" | [ 7 ]         |
| 13 | 1745 | William Watson              | Reino Unido   | “Por conta das descobertas surpreendentes nos fenômenos da Eletricidade, exibidos em seus últimos Experimentos” | [ 8 ]         |
| 14 | 1746 | Benjamin Robins             | Reino Unido   | "Por causa de seus experimentos curiosos para mostrar a resistência do Ar, e suas regras para estabelecer sua doutrina sobre o movimento de projéteis" | [ 9 ]         |
| 15 | 1747 | Gowin Knight                | Reino Unido   | “Por conta de vários experimentos muito curiosos por ele exibidos, tanto com ímãs naturais quanto artificiais” | [ 10 ]        |
| 16 | 1748 | James Bradley               | Reino Unido   | "Por causa de suas descobertas muito curiosas e maravilhosas no movimento aparente das Estrelas Fixas, e as causas de tal movimento aparente" | [ 11 ]        |
| 17 | 1749 | John Harrison               | Reino Unido   | “Por conta daqueles instrumentos muito curiosos, inventados e feitos por ele, para a exata mensuração do tempo” | [ 12 ]        |
| 18 | 1750 | George Edwards              | Reino Unido   | "Por causa de um livro muito curioso recentemente publicado por ele e intilado, A Natural History of Birds, & c. - contendo as Figuras elegantemente desenhadas e iluminadas em suas próprias cores, de 209 pássaros diferentes e cerca de 20 quadrúpedes muito raros , Serpentes, peixes e insetos. " | [ 13 ]        |

### 1751 — 1800
| Nº   | Ano  | Premiado                                            | Nação              | Razão | Referência    |
| ---- | ---- | --------------------------------------------------- | ------------------ | --- | ------------- |
| 19   | 1751 | John Canton                                         | Reino Unido        | "Por se comunicar com a Sociedade, e exibir diante deles, seu curioso método de fazer ímãs artificiais sem o uso de naturais" | [ 14 ]        |
| 20   | 1752 | John Pringle                                        | Escócia            | "Por conta de seus experimentos e observações muito curiosos e úteis sobre substâncias sépticas e anti-sépticas, comunicados à Sociedade" | [ 15 ]        |
| 21   | 1753 | Benjamin Franklin                                   | Estados Unidos     | "Por conta de seus curiosos Experimentos e Observações sobre Eletricidade" | [ 16 ]        |
| 22   | 1754 | William Lewis                                       | Inglaterra         | “Pelas muitas experiências que fez em Platina, que tendem à descoberta da sofisticação do ouro: - que ele teria completado inteiramente, mas foi obrigado a interromper suas investigações posteriores por falta de materiais” | [ 17 ]        |
| 23   | 1755 | John Huxham                                         | Reino Unido        | "Por seus muitos experimentos úteis sobre Antimônio, dos quais um relato foi lido para a Sociedade" | [ 18 ]        |
|      | 1756 | Não concedido                                       | Não concedido      | Não concedido | Não concedido |
| 24   | 1757 | Charles Cavendish                                   | Reino Unido        | “Por conta de sua invenção muito curiosa e útil de fazer termômetros, mostrando respectivamente os maiores graus de calor e frio que já aconteceram durante a ausência do observador” | [ 10 ]        |
| 25   | 1758 | John Dollond                                        | Inglaterra         | "Por conta de seus curiosos Experimentos e Descobertas sobre as diferentes refrangibilidades dos Raios de Luz, comunicados à Sociedade" | [ 19 ]        |
| 26   | 1759 | John Smeaton                                        | Inglaterra         | "Por conta de seus curiosos experimentos sobre rodas d'água e velas de moinho de vento, comunicados à Sociedade. Por sua investigação experimental sobre os poderes da água e do vento no movimento de moinhos" | [ 20 ]        |
| 27   | 1760 | Benjamin Wilson                                     | Inglaterra         | "Por seus muitos experimentos curiosos em eletricidade, comunicados à Sociedade neste ano" | [ 21 ]        |
|      | 1761 | Não concedido                                       | Não concedido      | Não concedido | Não concedido |
| 1762 |      | Não concedido                                       | Não concedido      | Não concedido | Não concedido |
| 1763 |      | Não concedido                                       | Não concedido      | Não concedido | Não concedido |
| 28   | 1764 | John Canton                                         | Reino Unido        | "Por seus experimentos muito engenhosos e elegantes na bomba de ar e no motor de condensação, para provar a compressibilidade da água e de alguns outros fluidos" | [ 14 ]        |
|      | 1765 | Não concedido                                       | Não concedido      | Não concedido | Não concedido |
| 29   | 1766 | William Brownrigg, Edward Delaval e Henry Cavendish | Reino Unido        | "Para uma investigação experimental sobre o Espírito Elástico Mineral, ou Ar, contido na Água Spa; bem como nas qualidades Mefíticas deste Espírito. (Brownrigg) Para seus Experimentos e Observações sobre a concordância entre as gravidades específicas dos vários Metais , e suas cores quando unidas ao vidro, bem como aquelas de suas outras preparações. (Delaval) Para seu Paper comunicado neste ano, contendo seus Experimentos relativos ao Ar Fixo. (Cavendish) " | [ 22 ]        |
| 30   | 1767 | John Ellis                                          | Irlanda            | "Para seus artigos do ano de 1767, Sobre a natureza animal do Gênero dos Zoófitos chamados Corallina, e a Actinia Sociata, ou Flor Animal Agrupada, recentemente encontrada nas costas marítimas das ilhas recém-cedidas." | [ 23 ]        |
| 31   | 1768 | Peter Woulfe                                        | Irlanda            | "Por seus experimentos na destilação de ácidos, álcalis voláteis e outras substâncias" | [ 24 ]        |
| 32   | 1769 | William Hewson                                      | Inglaterra         | "Para seus dois artigos, intitulados, Um relato do sistema linfático em animais anfíbios, - e um relato do sistema linfático em peixes" | —             |
| 33   | 1770 | William Hamilton                                    | Escócia            | "Para seu artigo intitulado, Um relato de uma viagem ao Monte Etna" | [ 25 ]        |
| 34   | 1771 | Matthew Raper                                       | Reino Unido        | "Por seu artigo intitulado Uma investigação sobre o valor do dinheiro grego e romano antigo" | —             |
| 35   | 1772 | Joseph Priestley                                    | Reino Unido        | "Por conta dos muitos experimentos curiosos e úteis contidos em suas observações" | —             |
| 36   | 1773 | John Walsh                                          | Reino Unido        | "Por seu artigo sobre o torpedo" | [ 26 ]        |
|      | 1774 | Não concedido                                       | Não concedido      | Não concedido | Não concedido |
| 37   | 1775 | Nevil Maskelyne                                     | Inglaterra         | "Em consideração às suas curiosas e laboriosas observações sobre a atração das montanhas, feitas na Escócia, - em Schehallien" | [ 27 ]        |
| 38   | 1776 | James Cook                                          | Reino Unido        | "Para o seu artigo, dando conta do método que ele adotou para preservar a saúde da tripulação do H.M. Ship the Resolution, durante sua última viagem ao redor do mundo. Cuja comunicação à Sociedade foi de grande importância para o público" | [ 28 ]        |
| 39   | 1777 | John Mudge                                          | Inglaterra         | "Por conta de seu valioso papel contendo instruções para fazer a melhor composição para os metais dos telescópios refletores; junto com uma descrição do processo de lixar, polir e dar ao melhor espéculo a verdadeira forma parabólica" | —             |
| 40   | 1778 | Charles Hutton                                      | Inglaterra         | "Para seu artigo, intitulado A força da pólvora disparada e a velocidade inicial das balas de canhão, determinada por experimentos" | [ 29 ]        |
|      | 1779 | Não concedido                                       | Não concedido      | Não concedido | Não concedido |
| 41   | 1780 | Samuel Vince                                        | Inglaterra         | "Para seu artigo, intitulado Uma investigação dos Princípios do Movimento Progressivo e Rotatório, impresso nas Transações Filosóficas" | [ 30 ]        |
| 42   | 1781 | William Herschel                                    | Alemanha           | "Para a comunicação de sua descoberta de uma estrela nova e singular; uma descoberta que lhe dá uma honra particular, pois, com toda probabilidade, esse início tem sido por muitos anos, talvez séculos, dentro dos limites da visão astronômica, e ainda até agora , iludiu as pesquisas mais diligentes de outros observadores " | [ 31 ]        |
| 43   | 1782 | Richard Kirwan                                      | Irlanda            | “Como uma recompensa pelo mérito do seu trabalho na ciência da Química. Por suas análises químicas dos Sais” | [ 30 ]        |
| 44   | 1783 | John Goodricke e Thomas Hutchins                    | Reino Unido        | "Por sua descoberta do Período de Variação da Luz na Estrela Algol. (Goodricke); Por seus experimentos para determinar o ponto de Congelação Mercurial. (Hutchins)" | [ 30 ]        |
| 45   | 1784 | Edward Waring                                       | Inglaterra         | "Por suas Comunicações Matemáticas à Sociedade. Por seu Artigo Sobre a Soma das Séries, cujo termo geral é uma função determinada de z a distância do primeiro termo da série" | [ 32 ]        |
| 46   | 1785 | William Roy                                         | Escócia            | "Por sua medição de uma base em Hounslow Heath" | [ 33 ]        |
|      | 1786 | Não concedido                                       | Não concedido      | Não concedido | Não concedido |
| 47   | 1787 | John Hunter                                         | Escócia            | "Para seus três artigos, - Sobre os Ovários, sobre a identidade das espécies de Cachorro, Lobo e Chacal, e sobre a anatomia das Baleias, impresso nas transações filosóficas de 1787" | [ 34 ]        |
| 48   | 1788 | Charles Blagden                                     | Inglaterra         | "Por seus dois artigos sobre Congelação, impressos no último (78º) volume das transações filosóficas" | [ 35 ]        |
| 49   | 1789 | William Morgan                                      | Reino Unido        | "Por seus dois artigos sobre os valores de Reversões e Sobrevivências, impressos nos dois últimos volumes das Transações Filosóficas" | [ 36 ]        |
|      | 1790 | Não concedido                                       | Não concedido      | Não concedido | Não concedido |
| 50   | 1791 | James Rennell e Jean-André Deluc                    | Inglaterra · Suíça | "Por seu artigo sobre a Taxa de Viagens realizada por Camelos, impresso no último (81º) volume das Transações Filosóficas" | [ 37 ]        |
| 51   | 1792 | Benjamin Thompson                                   | Reino Unido        | "Por seus vários artigos sobre as propriedades e comunicação do calor" | [ 38 ]        |
|      | 1793 | Não concedido                                       | Não concedido      | Não concedido | Não concedido |
| 52   | 1794 | Alessandro Volta                                    | Itália             | "Por suas várias comunicações explicativas de certos experimentos publicados pelo professor Galvani" | —             |
| 53   | 1795 | Jesse Ramsden                                       | Inglaterra         | "Por suas várias invenções e melhorias na construção dos instrumentos para as medições trigonométricas realizadas pelo falecido Major General Roy e pelo Tenente Coronel Williams e seus associados" | [ 39 ]        |
| 54   | 1796 | George Atwood                                       | Inglaterra         | “Por seu artigo sobre a construção e análise de proposições geométricas determinando as posições assumidas por corpos homogêneos que flutuam livremente, e em repouso; e também determinando a estabilidade de navios e outros corpos flutuantes” | [ 40 ]        |
|      | 1797 | Não concedido                                       | Não concedido      | Não concedido | Não concedido |
| 55   | 1798 | George Shuckburgh-Evelyn e Charles Hatchett         | Inglaterra         | "Por suas várias comunicações impressas nas transações filosóficas. (Evelyn); por suas comunicações químicas impressas nas transações filosóficas. (Hatchett)" | [ 41 ]        |
| 56   | 1799 | John Hellins                                        | Inglaterra         | "Por sua solução aprimorada de um problema em Astronomia Física, etc. Impresso nas Transações Filosóficas do ano de 1798; e seus outros Artigos Matemáticos" | [ 42 ]        |
| 57   | 1800 | Edward Charles Howard                               | Reino Unido        | "Por seu artigo sobre um Novo Mercúrio Fulminante" | [ 43 ]        |

### 1801 — 1850
| Nº   | Ano  | Premiado                                           | Nacionalidade          | Razão | Referência    |
| ---- | ---- | -------------------------------------------------- | ---------------------- | --- | ------------- |
| 58   | 1801 | Astley Cooper                                      | Inglaterra             | "Para seus documentos - sobre os efeitos que ocorrem a partir da destruição do Membrana Tympani do ouvido; com um relato de uma operação para a remoção de uma espécie particular de surdez" | [ 44 ]        |
| 59   | 1802 | William Hyde Wollaston                             | Reino Unido            | "Por seus vários artigos impressos nas Transações Filosóficas" | [ 45 ]        |
| 60   | 1803 | Richard Chenevix                                   | Irlanda                | "Por seus vários artigos químicos impressos nas transações filosóficas" | [ 46 ]        |
| 61   | 1804 | Smithson Tennant                                   | Inglaterra             | "Por suas várias descobertas químicas comunicadas à Sociedade e impressas em vários volumes das Transações Filosóficas" | [ 47 ]        |
| 62   | 1805 | Humphry Davy                                       | Inglaterra             | "Por suas várias comunicações publicadas em Philosophical Transactions" | [ 48 ]        |
| 63   | 1806 | Thomas Andrew Knight                               | Reino Unido            | "Por seus vários artigos sobre a vegetação, impressos em Philosophical Transactions" | [ 49 ]        |
| 64   | 1807 | Everard Home                                       | Reino Unido            | Por seus vários artigos sobre anatomia e fisiologia, impressos em Philosophical Transactions" | —             |
| 65   | 1808 | William Henry                                      | Inglaterra             | "Por seus vários papéis comunicados à sociedade e impressos nas Transações Filosóficas" | —             |
| 66   | 1809 | Edward Troughton                                   | Reino Unido            | "Para o relato de seu método de divisão de instrumentos astronômicos, impresso no último volume das transações filosóficas" | [ 50 ]        |
|      | 1810 | Não concedido                                      | Não concedido          | Não concedido | Não concedido |
| 67   | 1811 | Benjamin Collins Brodie                            | Reino Unido            | "Por seus artigos impressos em Philosophical Transactions. Sobre a influência do cérebro na ação do coração e a geração de calor animal; e sobre os diferentes modos em que a morte é provocada por certos venenos vegetais" | [ 51 ]        |
|      | 1812 | Não concedido                                      | Não concedido          | Não concedido | Não concedido |
| 68   | 1813 | William Thomas Brande                              | Reino Unido            | "Por suas comunicações a respeito do álcool contido em licores fermentados e outros papéis, impressas nas transações filosóficas" | —             |
| 69   | 1814 | James Ivory                                        | Estados Unidos         | "Por suas várias contribuições matemáticas impressas nas transações filosóficas" | [ 52 ]        |
| 70   | 1815 | David Brewster                                     | Escócia                | "Por seu artigo sobre a polarização da luz pela reflexão de corpos transparentes" | [ 53 ]        |
|      | 1816 | Não concedido                                      | Não concedido          | Não concedido | Não concedido |
| 71   | 1817 | Henry Kater                                        | Inglaterra             | "Por seus experimentos no pêndulo" | [ 54 ]        |
| 72   | 1818 | Robert Seppings                                    | Inglaterra             | "Por seus artigos sobre a construção de navios de guerra, impressos em Philosophical Transactions" | —             |
|      | 1819 | Não concedido                                      | Não concedido          | Não concedido | Não concedido |
| 73   | 1820 | Hans Christian Ørsted                              | Dinamarca              | "Por suas descobertas eletromagnéticas" | [ 55 ]        |
| 74   | 1821 | Edward Sabine e John Herschel                      | Inglaterra             | "Por suas várias Comunicações à Royal Society relativas às pesquisas feitas na última Expedição às Regiões Árticas. (Sabine) Por seus artigos impressos nas Transações Filosóficas. (Herschel)" | [ 56 ]        |
| 75   | 1822 | William Buckland                                   | Reino Unido            | "Por seu artigo sobre os dentes e ossos fósseis descobertos em uma caverna em Kirkdale" | [ 57 ]        |
| 76   | 1823 | John Pond                                          | Inglaterra             | | —             |
| 77   | 1824 | John Brinkley                                      | Irlanda                | "Por suas várias comunicações para a Royal Society" | [ 58 ]        |
| 78   | 1825 | François Arago e Peter Barlow                      | França · Inglaterra    | “Pela descoberta das propriedades magnéticas de substâncias que não contenham ferro. Pela descoberta da potência de vários corpos, principalmente metálicos, de receber impressões magnéticas, nos mesmos, embora de forma mais evanescente que o ferro maleável, e de forma infinita grau menos intenso. (Arago) Pelas suas várias comunicações sobre o tema do magnetismo. (Barlow) "                                                                                              | [ 59 ]        |
| 79   | 1826 | James South                                        | Reino Unido            | "Por suas observações de estrelas duplas, e seu artigo sobre as discordâncias entre os sóis observadas e computadas ascensões retas, publicado em Transactions of the Society. Por seu artigo de observações das distâncias aparentes e posições de quatrocentos e cinquenta e oito duplos e Triple Stars, publicado no presente volume (1826, Parte 1.) das Transações " | [ 60 ]        |
| 80   | 1827 | William Prout e Henry Foster                       | Reino Unido            | "Para seu artigo, intitulado Sobre a composição final das substâncias alimentares simples, com algumas observações preliminares sobre a análise dos corpos organizados em geral" | [ 61 ]        |
|      | 1828 | Não concedido                                      | Não concedido          | Não concedido | Não concedido |
| 1829 |      | Não concedido                                      | Não concedido          | Não concedido | Não concedido |
| 1830 |      | Não concedido                                      | Não concedido          | Não concedido | Não concedido |
| 81   | 1831 | George Biddell Airy                                | Reino Unido            | "Para seus artigos, Sobre o princípio da construção das peças oculares acromáticas dos telescópios, - Sobre a aberração esférica das peças oculares dos telescópios, e para outros artigos sobre assuntos ópticos nas transações da Sociedade Filosófica de Cambridge" | [ 62 ]        |
| 82   | 1832 | Michael Faraday e Siméon Denis Poisson             | Reino Unido · França   | "Por sua descoberta de Magneto-Eletricidade conforme detalhado em suas Pesquisas Experimentais em Eletricidade, publicado em Philosophical Transactions para o presente ano. (Faraday) Por seu trabalho intitulado, Nouvelle teoria de lAction Capillaire. (Poisson)" | [ 63 ]        |
|      | 1833 | Não concedido                                      | Não concedido          | Não concedido | Não concedido |
| 83   | 1834 | Giovanni Plana                                     | Itália                 | "Por seu trabalho intitulado Teoria do Movimento da lua" | [ 64 ]        |
| 84   | 1835 | William Snow Harris                                | Inglaterra             | "Por suas investigações experimentais da força da eletricidade de alta intensidade contida nas Transações Filosóficas de 1834" | [ 48 ]        |
| 85   | 1836 | Jöns Jacob Berzelius e Francis Kiernan             | Suécia · Irlanda       | "Por sua aplicação sistemática da doutrina de proporções definidas para a análise de corpos minerais, conforme contida em seu Nouveau Systeme de Mineralogie, e em outras de suas obras. (Bezelius) Por suas descobertas relativas à estrutura do fígado, conforme detalhado em seu artigo comunicado à Royal Society e publicado na Philosophical Transactions de 1833. (Kiernan) "                                                                                                 | —             |
| 86   | 1837 | Antoine César Becquerel e John Frederic Daniell    | França · Reino Unido   | "Pelas suas várias memórias sobre o assunto da eletricidade, publicadas nas Memoires deacademie Royale des Sciences de lInstitut de France, e particularmente por aquelas sobre a produção de cristais de sulfuretos metálicos e de enxofre, pela ação prolongada da eletricidade de muito baixa tensão, e publicado no décimo volume desses Memoires. (Becquerel) Por seus dois artigos sobre combinações voltaicas publicados em Philosophical Transactions para 1836. (Daniell) " | [ 65 ]        |
| 87   | 1838 | Carl Friedrich Gauss e Michael Faraday             | Alemanha · Reino Unido | "Por suas invenções e pesquisas matemáticas em magnetismo. (Gauss) Por suas pesquisas em indução elétrica específica. (Faraday)" | [ 66 ]        |
| 88   | 1839 | Robert Brown                                       | Escócia                | “Por suas descobertas durante uma série de anos, sobre o tema da impregnação vegetal” | [ 67 ]        |
| 89   | 1840 | Justus von Liebig e Jacques Charles François Sturm | Alemanha · França      | "Por suas descobertas em química orgânica e, particularmente, por seu desenvolvimento da composição e teoria dos radicais orgânicos. (Liebig) Por seu" Memoire sur la Resolution des Equations Numeriques ", publicado no Memoires des Savans Etrangers de 1835. (Sturm) " | [ 68 ] [ 69 ] |
| 90   | 1841 | Georg Simon Ohm                                    | Alemanha               | "Por suas pesquisas sobre as leis das correntes elétricas contidas em várias memórias publicadas no Schweiggers Journal, Poggendorffs Annalen e em um trabalho separado intitulado Die galvanischekette mathematisch editado" | [ 70 ]        |
| 91   | 1842 | James MacCullagh                                   | Irlanda                | "Por suas pesquisas relacionadas com a teoria ondulatória da luz, contida nas Transações da Royal Irish Academy" | [ 71 ]        |
| 92   | 1843 | Jean-Baptiste Dumas                                | França                 | "Por suas valiosas pesquisas tardias em química orgânica, particularmente aquelas contidas em uma série de memórias sobre tipos químicos e a doutrina da substituição, e também por suas elaboradas investigações sobre os pesos atômicos do Carbono, Oxigénio, Hidrogênio,Nitrogênio e outros elementos" | —             |
| 93   | 1844 | Carlo Matteucci                                    | Itália                 | "Por suas várias pesquisas em eletricidade animal" | [ 72 ]        |
| 94   | 1845 | Theodor Schwann                                    | Alemanha               | "Por suas pesquisas fisiológicas sobre o desenvolvimento de texturas animais e vegetais, publicadas em seu trabalho intitulado Investigações microscópicas sobre a correspondência na estrutura e no crescimento das plantas e plantas" | —             |
| 95   | 1846 | Urbain Le Verrier                                  | França                 | "Por suas investigações relativas aos distúrbios de Urano, pelos quais ele provou a existência e predisse o lugar do novo Planeta; o Conselho considerando tal predição confirmada como foi pela descoberta imediata do Planeta um dos maiores triunfos da modernidade análise aplicada à Teoria da Gravitação Newtoniana " | [ 73 ]        |
| 96   | 1847 | John Herschel                                      | Inglaterra             | "Por seu trabalho intitulado Resultados de observações astronômicas feitas durante os anos de 1834, 1835, 1836, 1837 e 1838, no Cabo da Boa Esperança; sendo uma conclusão de um levantamento telescópico de toda a superfície do céu visível, iniciado em 1825" | [ 56 ]        |
| 97   | 1848 | John Couch Adams                                   | Reino Unido            | "Por suas investigações relativas às perturbações de Urano e por sua aplicação do problema inverso das perturbações" | [ 74 ]        |
| 98   | 1849 | Roderick Murchison                                 | Escócia                | "Pelos serviços eminentes que prestou à ciência geológica durante muitos anos de observação ativa em várias partes da Europa; e especialmente para o estabelecimento dessa classificação dos depósitos paleozóicos mais antigos designados Sistema Siluriano, conforme estabelecido nas duas obras intituladas O Sistema Siluriano baseado em pesquisas geológicas na Inglaterra e na geologia da Rússia na Europa e nos montes Urais "                                              | —             |
| 99   | 1850 | Peter Andreas Hansen                               | Dinamarca              | "Por suas pesquisas em astronomia física" | [ 48 ]        |

### 1851 — 1900
| Nº  | Ano  | Premiado                   | Nacionalidade  | Razão | Referência |
| --- | ---- | -------------------------- | -------------- | --- | ---------- |
| 100 | 1851 | Richard Owen               | Reino Unido    | "Por conta de suas descobertas importantes em anatomia comparada e paleontologia, contidas nas Transações Filosóficas e numerosas outras obras" | [ 75 ]     |
| 101 | 1852 | Alexander von Humboldt     | Alemanha       | "Por seus eminentes serviços em física terrestre, durante uma série de anos" | [ 76 ]     |
| 102 | 1853 | Heinrich Wilhelm Dove      | Alemanha       | "Por seu trabalho na distribuição de calor na superfície da Terra" | —          |
| 103 | 1854 | Johannes Peter Müller      | Alemanha       | "Por suas importantes contribuições para diferentes ramos da fisiologia e anatomia comparada, e particularmente por suas pesquisas sobre a embriologia da Echinodermata, contidas em uma série de memórias publicadas nas Transações da Academia Real de Ciências de Berlim" | [ 77 ]     |
| 104 | 1855 | Léon Foucault              | França         | "Por suas várias pesquisas em física experimental" | [ 48 ]     |
| 105 | 1856 | Henri Milne-Edwards        | França         | "Por suas pesquisas em anatomia comparada e zoologia" | —          |
| 106 | 1857 | Michel Eugène Chevreul     | França         | "Por suas pesquisas em química orgânica, em particular sobre a composição das gorduras, e por suas pesquisas sobre o contraste das cores" | [ 48 ]     |
| 107 | 1858 | Charles Lyell              | Reino Unido    | "Por suas várias pesquisas e escritos pelos quais contribuiu para o avanço da geologia" | [ 48 ]     |
| 108 | 1859 | Wilhelm Weber              | Alemanha       | "Para as investigações contidas em seus regulamentos Maas e outras pesquisas em eletricidade, magnetismo, acústica" | [ 78 ]     |
| 109 | 1860 | Robert Bunsen              | Alemanha       | "Por suas pesquisas sobre cacodilos, análise gasosa, os fenômenos de Voltaire da Islândia; e outras pesquisas" | [ 48 ]     |
| 110 | 1861 | Louis Agassiz              | Suíça          | "Por suas pesquisas eminentes em paleontologia e outros ramos da ciência, e particularmente por suas grandes obras os fósseis de peixes e seus peixes do Antigo Arenito Vermelho da Escócia " | [ 48 ]     |
| 111 | 1862 | Thomas Graham              | Escócia        | "Por três memórias da difusão de líquidos, publicadas em Philosophical Transactions de 1850 e 1851; por um livro de memórias sobre força osmótica em Philosophical Transactions de 1854; e particularmente por um artigo sobre difusão líquida aplicada à análise, incluindo uma distinção de compostos em colóides e cristalóides publicados na Philosophical Transactions de 1861 " | [ 79 ]     |
| 112 | 1863 | Adam Sedgwick              | Reino Unido    | "Por suas observações e descobertas originais na geologia da Série Paleozóica de rochas, e mais especialmente por sua determinação dos caracteres do Sistema Devoniano, por observações da ordem de superposição das rochas Killas e seus fósseis em Devonshire" | [ 80 ]     |
| 113 | 1864 | Charles Darwin             | Reino Unido    | "Por suas importantes pesquisas em geologia, zoologia e fisiologia botânica" | [ 48 ]     |
| 114 | 1865 | Michel Chasles             | França         | "Por suas pesquisas históricas e originais em geometria pura" | [ 81 ]     |
| 115 | 1866 | Julius Plücker             | Alemanha       | "Por suas pesquisas em geometria analítica, magnetismo e análise espectral" | [ 82 ]     |
| 116 | 1867 | Karl Ernst von Baer        | Alemanha       | "Por suas descobertas em embriologia e anatomia comparada, e por suas contribuições para a filosofia da zoologia" | [ 48 ]     |
| 117 | 1868 | Charles Wheatstone         | Reino Unido    | "Por suas pesquisas em acústica, ótica, eletricidade e magnetismo" | [ 48 ]     |
| 118 | 1869 | Henri Victor Regnault      | França         | "Para o segundo volume de sua Relation des Experiences derramar leis determinantes e dados físicos necessários para o cálculo dos carros de bombeiros, incluindo suas investigações elaboradas sobre o calor específico de gases e vapores, e vários artigos sobre a força elástica dos vapores"                                                                                      | [ 48 ]     |
| 119 | 1870 | James Prescott Joule       | Reino Unido    | "Por suas pesquisas experimentais sobre a teoria dinâmica do calor" | [ 48 ]     |
| 120 | 1871 | Julius von Mayer           | Alemanha       | "Por suas pesquisas sobre a mecânica do calor; incluindo ensaios sobre: - 1. A força da natureza inorgânica. 2. Movimento orgânico em conexão com a nutrição. 3. Febre. 4. Dinâmica celestial. 5. O equivalente mecânico do calor" | [ 48 ]     |
| 121 | 1872 | Friedrich Wöhler           | Alemanha       | "Por suas inúmeras contribuições para a ciência da química e, mais especialmente, por suas pesquisas sobre os produtos da decomposição de Cianogênio pela Amônia; sobre os derivados do Ácido úrico; sobre a série benzoíla; sobre o Boro, Silício e seus compostos; e nós, pedras meteóricas "                                                                                       | [ 48 ]     |
| 122 | 1873 | Hermann von Helmholtz      | Alemanha       | "Por suas pesquisas em física e fisiologia" | [ 83 ]     |
| 123 | 1874 | Louis Pasteur              | França         | "Por suas pesquisas sobre fermentação e pelerine" | [ 48 ]     |
| 124 | 1875 | August Wilhelm von Hofmann | Alemanha       | "Por suas inúmeras contribuições para a ciência da química, e especialmente por suas pesquisas sobre os derivados da Amônia" | [ 84 ]     |
| 125 | 1876 | Claude Bernard             | França         | "Por suas numerosas contribuições para a ciência da fisiologia" | [ 48 ]     |
| 126 | 1877 | James Dwight Dana          | Estados Unidos | "Por suas investigações biológicas, geológicas e mineralógicas, realizadas ao longo de meio século, e pelas valiosas obras em que suas conclusões e descobertas foram publicadas" | [ 48 ]     |
| 127 | 1878 | Jean-Baptiste Boussingault | França         | "Por suas importantes e continuadas pesquisas e descobertas em química agrícola" | [ 85 ]     |
| 128 | 1879 | Rudolf Clausius            | Alemanha       | "Por suas conhecidas pesquisas sobre o calor" | [ 86 ]     |
| 129 | 1880 | James Joseph Sylvester     | Inglaterra     | "Por suas investigações e descobertas longas e contínuas em matemática" | [ 87 ]     |
| 130 | 1881 | Charles Adolphe Würtz      | França         | "Por sua descoberta das amonias orgânicas, os glicóis e outras investigações que exerceram considerável influência no progresso da química" | —          |
| 131 | 1882 | Arthur Cayley              | Reino Unido    | "Por suas numerosas pesquisas profundas e abrangentes em matemática pura" | [ 88 ]     |
| 132 | 1883 | William Thomson            | Reino Unido    | "Por (1) sua descoberta da lei da dissipação universal de energia; (2) suas pesquisas e serviços eminentes na física, tanto experimental quanto matemática, especialmente na teoria da eletricidade e da termodinâmica" | [ 89 ]     |
| 133 | 1884 | Carl Ludwig                | Alemanha       | "Por suas investigações em fisiologia e os grandes serviços que prestou à ciência fisiológica" | —          |
| 134 | 1885 | August Kekulé              | Alemanha       | "Por suas pesquisas em química orgânica" | [ 48 ]     |
| 135 | 1886 | Franz Ernst Neumann        | Alemanha       | "Por suas pesquisas em ótica teórica e eletrodinâmica" | [ 90 ]     |
| 136 | 1887 | Joseph Dalton Hooker       | Inglaterra     | "Por seus serviços à ciência botânica como investigador, autor e viajante" | [ 48 ]     |
| 137 | 1888 | Thomas Henry Huxley        | Reino Unido    | "Por suas investigações sobre a morfologia e histologia de animais vertebrados e invertebrados, e por seus serviços à ciência biológica em geral durante muitos anos passados" | [ 48 ]     |
| 138 | 1889 | George Salmon              | Irlanda        | "Por seus vários artigos sobre assuntos de matemática pura e pelos valiosos tratados de matemática dos quais ele é o autor" | [ 91 ]     |
| 139 | 1890 | Simon Newcomb              | Canadá         | "Por suas contribuições para o progresso da astronomia gravitacional" | [ 92 ]     |
| 140 | 1891 | Stanislao Cannizzaro       | Itália         | "Por suas contribuições à filosofia química, especialmente por sua aplicação da teoria de Avogadros" | [ 48 ]     |
| 141 | 1892 | Rudolf Virchow             | Alemanha       | "Por suas investigações em patologia, anatomia patológica e arqueologia pré-histórica" | [ 48 ]     |
| 142 | 1893 | George Gabriel Stokes      | Irlanda        | "Por suas pesquisas e descobertas nas ciências físicas" | [ 93 ]     |
| 143 | 1894 | Edward Frankland           | Inglaterra     | "Por seus eminentes serviços à química teórica e aplicada" | [ 94 ]     |
| 144 | 1895 | Karl Weierstrass           | Alemanha       | "Por suas investigações em matemática pura" | [ 95 ]     |
| 145 | 1896 | Carl Gegenbaur             | Alemanha       | "Por suas pesquisas ao longo da vida em anatomia comparada em todos os ramos do reino animal. Etc., etc." | —          |
| 146 | 1897 | Albert von Kölliker        | Suíça          | "Em reconhecimento ao seu importante trabalho em embriologia, anatomia comparada e fisiologia, e especialmente por sua eminência como histologista" | —          |
| 147 | 1898 | William Huggins            | Reino Unido    | "Por suas pesquisas em análise de espectro aplicada aos corpos celestes" | [ 48 ]     |
| 148 | 1899 | Lord Rayleigh              | Inglaterra     | "Em reconhecimento às suas contribuições para a ciência física" | [ 96 ]     |
| 149 | 1900 | Marcellin Berthelot        | França         | "Por seus brilhantes serviços à ciência química" | [ 48 ]     |

### 1901 — 1950
| Nº  | Ano  | Premiado                      | Nacionalidade  | Razão | Referência |
| --- | ---- | ----------------------------- | -------------- | --- | ---------- |
| 150 | 1901 | Josiah Willard Gibbs          | Estados Unidos | "Por suas contribuições para a física matemática" | [ 97 ]     |
| 151 | 1902 | Joseph Lister                 | Inglaterra     | "Em reconhecimento ao valor de suas pesquisas fisiológicas e patológicas no que diz respeito à sua influência na prática moderna da cirurgia"                                                        | [ 98 ]     |
| 152 | 1903 | Eduard Suess                  | Austrália      | "Por seus eminentes serviços geológicos e, especialmente, pelas pesquisas e conclusões originais publicadas em sua grande obra 'Das Antlitz der Erde'"                                               | [ 98 ]     |
| 153 | 1904 | William Crookes               | Inglaterra     | "Por suas pesquisas prolongadas em química espectroscópica, em fenômenos elétricos e mecânicos em gases altamente rarefeitos, em fenômenos radioativos e outros assuntos"                            | [ 98 ]     |
| 154 | 1905 | Dmitri Mendeleiev             | Rússia         | "Por suas contribuições para as ciências físicas e químicas" | [ 98 ]     |
| 155 | 1906 | Ilya Ilyich Mechnikov         | Rússia         | “Com base na importância do seu trabalho na zoologia e na patologia” | [ 98 ]     |
| 156 | 1907 | Albert A. Michelson           | Estados Unidos | "Com base em suas investigações em óptica" | [ 98 ]     |
| 157 | 1908 | Alfred Russel Wallace         | Reino Unido    | "Com base no grande valor de suas numerosas contribuições para a história natural e na parte que desempenhou na elaboração da teoria da origem das espécies por seleção natural"                     | [ 98 ]     |
| 158 | 1909 | George William Hill           | Estados Unidos | "Com base em suas pesquisas em astronomia matemática" | [ 98 ]     |
| 159 | 1910 | Francis Galton                | Inglaterra     | "Com base em suas pesquisas sobre hereditariedade" | [ 98 ]     |
| 160 | 1911 | George Darwin                 | Inglaterra     | "Com base em suas pesquisas sobre a teoria das marés, as figuras dos planetas e assuntos relacionados"                                                                                               | [ 98 ]     |
| 161 | 1912 | Felix Klein                   | Alemanha       | "Com base em suas pesquisas em matemática" | [ 99 ]     |
| 162 | 1913 | Ray Lankester                 | Reino Unido    | "Com base no alto valor científico das pesquisas em zoologia por ele realizadas" | [ 100 ]    |
| 163 | 1914 | Joseph John Thomson           | Reino Unido    | "Com base em suas descobertas na ciência física" | [ 98 ]     |
| 164 | 1915 | Ivan Pavlov                   | Rússia         | "Com base em suas investigações na fisiologia da digestão e dos centros superiores do sistema nervoso"                                                                                               | [ 98 ]     |
| 165 | 1916 | James Dewar                   | Escócia        | Por suas importantes investigações em físico-química, mais especialmente suas pesquisas sobre a liquefação de gases"                                                                                 | [ 98 ]     |
| 166 | 1917 | Émile Roux                    | França         | "Com base em sua eminência como bacteriologista e como um pioneiro na soroterapia" | [ 101 ]    |
| 167 | 1918 | Hendrik Lorentz               | Países Baixos  | "Com base em suas pesquisas ilustres em física matemática" | [ 98 ]     |
| 168 | 1919 | William Bayliss               | Inglaterra     | "Com base em suas pesquisas em fisiologia e biofísica geral" | [ 98 ]     |
| 169 | 1920 | Horace Brown                  | Reino Unido    | "Com base em seu trabalho sobre a química dos carboidratos, etc." | [ 102 ]    |
| 170 | 1921 | Joseph Larmor                 | Irlanda        | "Por suas pesquisas em física matemática" | [ 103 ]    |
| 171 | 1922 | Ernest Rutherford             | Nova Zelândia  | "Por suas pesquisas em atividade de rádio e estrutura atômica" | [ 98 ]     |
| 172 | 1923 | Horace Lamb                   | Reino Unido    | "Por suas pesquisas em física matemática" | [ 104 ]    |
| 173 | 1924 | Edward Albert Sharpey-Schafer | Reino Unido    | "Pelo valioso trabalho que realizou em fisiologia e histologia e pela posição que agora ocupa como líder nessas ciências"                                                                            | —          |
| 174 | 1925 | Albert Einstein               | Alemanha       | "Por sua teoria da relatividade e suas contribuições para a teoria quântica" | [ 98 ]     |
| 175 | 1926 | Frederick Gowland Hopkins     | Reino Unido    | “Por seu distinto e fecundo trabalho em bioquímica” | [ 105 ]    |
| 176 | 1927 | Charles Scott Sherrington     | Reino Unido    | "Por seu distinto trabalho em neurologia" | [ 106 ]    |
| 177 | 1928 | Charles Algernon Parsons      | Reino Unido    | "Por suas contribuições para a ciência da engenharia" | —          |
| 178 | 1929 | Max Planck                    | Alemanha       | "Por suas contribuições para a física teórica e especialmente como o criador da teoria quântica" | [ 107 ]    |
| 179 | 1930 | William Henry Bragg           | Reino Unido    | "Por suas contribuições ilustres à cristalografia e radioatividade" | [ 108 ]    |
| 180 | 1931 | Arthur Schuster               | Alemanha       | "Por suas distintas pesquisas em óptica e magnetismo terrestre" | [ 109 ]    |
| 181 | 1932 | George Ellery Hale            | Estados Unidos | "Por seu distinto trabalho sobre os fenômenos magnéticos solares e por sua eminência como engenheiro científico, especialmente em conexão com o Observatório do Monte Wilson"                        | [ 110 ]    |
| 182 | 1933 | Theobald Smith                | Estados Unidos | "Por sua pesquisa original e observação sobre doenças dos animais e do homem" | [ 111 ]    |
| 183 | 1934 | John Scott Haldane            | Escócia        | "Em reconhecimento às suas descobertas na fisiologia humana e à sua aplicação à medicina, mineração, mergulho e engenharia"                                                                          | [ 112 ]    |
| 184 | 1935 | Charles Thomson Rees Wilson   | Escócia        | "Por seu trabalho sobre o uso de nuvens no avanço do nosso conhecimento dos átomos e suas propriedades"                                                                                              | [ 113 ]    |
| 185 | 1936 | Arthur Evans                  | Reino Unido    | "Em reconhecimento ao seu trabalho pioneiro em Creta, em particular as suas contribuições para a história e civilização da era minóica"                                                              | [ 114 ]    |
| 186 | 1937 | Henry Dale                    | Reino Unido    | "Em reconhecimento às suas importantes contribuições para a fisiologia e farmacologia, particularmente em relação aos sistemas nervoso e neuromuscular"                                              | [ 115 ]    |
| 187 | 1938 | Niels Bohr                    | Dinamarca      | "Em reconhecimento ao seu distinto trabalho no desenvolvimento da teoria quântica da estrutura atômica"                                                                                              | [ 116 ]    |
| 188 | 1939 | Thomas Hunt Morgan            | Estados Unidos | "Por seu estabelecimento da ciência moderna da genética, que revolucionou nossa compreensão, não apenas da hereditariedade, mas do mecanismo e da natureza da evolução"                              | [ 117 ]    |
| 189 | 1940 | Paul Langevin                 | França         | "Por seu trabalho pioneiro na teoria eletrônica do magnetismo, suas contribuições fundamentais para a descarga de eletricidade em gases e seu importante trabalho em muitos ramos da física teórica" | [ 118 ]    |
| 190 | 1941 | Thomas Lewis                  | Reino Unido    | "Por suas investigações clínicas e experimentais sobre o coração de mamíferos" | [ 119 ]    |
| 191 | 1942 | Robert Robinson               | Reino Unido    | "Por seu trabalho de pesquisa de excepcional originalidade e brilho que influenciou todo o campo da química orgânica"                                                                                | [ 120 ]    |
| 192 | 1943 | Joseph Barcroft               | Reino Unido    | Por seu distinto trabalho sobre a respiração e a função respiratória do sangue" | [ 121 ]    |
| 193 | 1944 | Geoffrey Ingram Taylor        | Reino Unido    | "Por suas muitas contribuições para a aerodinâmica, hidrodinâmica e a estrutura dos metais, que tiveram uma profunda influência no avanço da ciência física e suas aplicações"                       | [ 122 ]    |
| 194 | 1945 | Oswald Avery                  | Canadá         | "Por seu sucesso na introdução de métodos químicos no estudo da imunidade contra doenças infecciosas"                                                                                                | [ 123 ]    |
| 195 | 1946 | Edgar Douglas Adrian          | Reino Unido    | "Por suas pesquisas ilustres sobre a natureza fundamental da atividade nervosa e, recentemente, sobre a localização de certas funções nervosas"                                                      | [ 124 ]    |
| 196 | 1947 | Godfrey Harold Hardy          | Reino Unido    | "Por sua destacada participação no desenvolvimento da análise matemática na Inglaterra durante os últimos trinta anos"                                                                               | [ 125 ]    |
| 197 | 1948 | Archibald Vivian Hill         | Reino Unido    | "Por suas pesquisas ilustres sobre problemas miotérmicos e sobre fenômenos biofísicos em nervos e outros tecidos"                                                                                    | [ 126 ]    |
| 198 | 1949 | George de Hevesy              | Hungria        | Por seu distinto trabalho na química de elementos radioativos e especialmente por seu desenvolvimento de técnicas de traçadores radioativos na investigação de processos biológicos"                 | [ 127 ]    |
| 199 | 1950 | James Chadwick                | Reino Unido    | "Por seu notável trabalho em física nuclear e no desenvolvimento da energia atômica, especialmente por sua descoberta do nêutron"                                                                    | [ 128 ]    |

### 1951 — 2000
| Nº  | Ano  | Premiado                        | Nacionalidade  | Razão | Referência |
| --- | ---- | ------------------------------- | -------------- | --- | ---------- |
| 200 | 1951 | David Keilin                    | Reino Unido    | "Por suas pesquisas fundamentais nas áreas de protozoologia, entomologia e bioquímica de enzimas" | [ 129 ]    |
| 201 | 1952 | Paul Dirac                      | Reino Unido    | "Em reconhecimento às suas contribuições notáveis para a dinâmica relativística de uma partícula na mecânica quântica" | [ 130 ]    |
| 202 | 1953 | Albert Kluyver                  | Países Baixos  | “Pelas suas distintas contribuições de caráter fundamental para a ciência da microbiologia” | —          |
| 203 | 1954 | Edmund Taylor Whittaker         | Reino Unido    | "Por suas contribuições distintas para a matemática pura e aplicada e para a física teórica" | [ 131 ]    |
| 204 | 1955 | Ronald Fisher                   | Reino Unido    | "Em reconhecimento às suas numerosas e distintas contribuições para o desenvolvimento da teoria e aplicação da estatística para tornar quantitativo um vasto campo da biologia" | [ 132 ]    |
| 205 | 1956 | Patrick Maynard Stuart Blackett | Reino Unido    | "Em reconhecimento aos seus excelentes estudos de chuvas de raios cósmicos e mésons pesados e no campo do paleomagnetismo" | —          |
| 206 | 1957 | Howard Florey                   | Austrália      | "Em reconhecimento às suas contribuições distintas para a patologia experimental e medicina" | [ 133 ]    |
| 207 | 1958 | John Edensor Littlewood         | Reino Unido    | "Em reconhecimento às suas contribuições distintas para muitos ramos da análise, incluindo a teoria de Tauber, a função zeta de Riemann e equações diferenciais não lineares" | [ 134 ]    |
| 208 | 1959 | Frank Burnet                    | Austrália      | "Em reconhecimento às suas contribuições distintas para o conhecimento dos vírus e da imunologia" | [ 135 ]    |
| 209 | 1960 | Harold Jeffreys                 | Reino Unido    | "Em reconhecimento ao seu trabalho ilustre em muitos ramos da geofísica, e também na teoria da probabilidade e astronomia" | [ 136 ]    |
| 210 | 1961 | Hans Krebs                      | Alemanha       | "Em reconhecimento por suas contribuições distintas para a bioquímica, em particular seu trabalho sobre os ciclos de ornitina, ácido tricarboxílico e glioxilato" | s          |
| 211 | 1962 | Cyril Norman Hinshelwood        | Reino Unido    | "Em reconhecimento por suas pesquisas ilustres no campo da cinética química, incluindo o estudo dos mecanismos de reação biológica, e por suas contribuições notáveis para a filosofia natural" | [ 138 ]    |
| 212 | 1963 | Paul Fildes                     | Reino Unido    | "Em reconhecimento às suas contribuições pioneiras à bacteriologia." | —          |
| 213 | 1964 | Sydney Chapman                  | Reino Unido    | "Em reconhecimento às suas contribuições teóricas para o magnetismo terrestre e interplanetário, a ionosfera e a aurora boreal" | [ 139 ]    |
| 214 | 1965 | Alan Hodgkin                    | Reino Unido    | "Em reconhecimento por sua descoberta do mecanismo de excitação e condução de impulso no nervo, e sua notável liderança no desenvolvimento da neurofisiologia" | —          |
| 215 | 1966 | William Lawrence Bragg          | Austrália      | "Em reconhecimento às suas contribuições distintas para o desenvolvimento de métodos de determinação estrutural por difração de raios-X" | [ 98 ]     |
| 216 | 1967 | Bernard Katz                    | Alemanha       | "Em reconhecimento às suas contribuições distintas para o conhecimento dos processos fundamentais envolvidos na transmissão através da junção neuromuscular" | —          |
| 217 | 1968 | Tadeusz Reichstein              | Polónia        | "Em reconhecimento ao seu trabalho ilustre na química da Vitamina C e seus estudos oficiais dos corticoesteróides" | —          |
| 218 | 1969 | Peter Brian Medawar             | Reino Unido    | "Em reconhecimento aos seus distintos estudos de transplante de tecidos e tolerância imunológica" | [ 98 ]     |
| 219 | 1970 | Alexander Todd                  | Reino Unido    | "Em reconhecimento por suas contribuições notáveis para a química analítica e sintética de produtos naturais de diversos tipos" | [ 98 ]     |
| 220 | 1971 | Norman Pirie                    | Reino Unido    | "Em reconhecimento por suas contribuições distintas à bioquímica e especialmente por sua elucidação da natureza dos vírus de plantas" | —          |
| 221 | 1972 | Nevill Francis Mott             | Reino Unido    | "Em reconhecimento às suas contribuições originais ao longo de um longo período para a física atômica e de estado sólido" | [ 98 ]     |
| 222 | 1973 | Andrew Huxley                   | Reino Unido    | "Em reconhecimento aos seus excelentes estudos sobre os mecanismos do impulso nervoso e da ativação da contração muscular" | —          |
| 223 | 1974 | William Vallance Douglas Hodge  | Escócia        | "Em reconhecimento ao seu trabalho pioneiro em geometria algébrica, notadamente em sua teoria das integrais harmônicas" | [ 140 ]    |
| 224 | 1975 | Francis Crick                   | Reino Unido    | "Em reconhecimento à sua elucidação da estrutura do DNA e sua contribuição contínua para a biologia molecular" | [ 98 ]     |
| 225 | 1976 | Dorothy Hodgkin                 | Reino Unido    | "Em reconhecimento ao seu excelente trabalho nas estruturas de moléculas complexas, particularmente Penicilina, Vitamina B12 e Insulina" | [ 98 ]     |
| 226 | 1977 | Frederick Sanger                | Reino Unido    | "Em reconhecimento ao seu trabalho distinto sobre a estrutura química das proteínas e seus estudos sobre as sequências de ácidos nucléicos" | [ 98 ]     |
| 227 | 1978 | Robert Burns Woodward           | Estados Unidos | "Em reconhecimento por suas contribuições magistrais para a síntese de produtos naturais complexos e sua descoberta da importância da simetria orbital" | [ 98 ]     |
| 228 | 1979 | Max Perutz                      | Áustria        | "Em reconhecimento por suas contribuições distintas à biologia molecular por meio de seus próprios estudos da estrutura e atividade biológica da hemoglobina e sua liderança no desenvolvimento do assunto" | [ 98 ]     |
| 229 | 1980 | Derek Barton                    | Reino Unido    | "Em reconhecimento por suas contribuições distintas para uma ampla gama de problemas na química orgânica sintética e estrutural e, em particular, sua introdução da análise conformacional na estereoquímica | [ 98 ]     |
| 230 | 1981 | Peter Mitchell                  | Reino Unido    | "Em reconhecimento à sua contribuição distinta para a biologia em sua formulação e desenvolvimento da teoria quimiosmótica de transdução de energia" | [ 98 ]     |
| 231 | 1982 | John Cornforth                  | Austrália      | "Em reconhecimento à sua pesquisa distinta sobre a síntese estereoquimicamente controlada e biossíntese de moléculas biologicamente importantes" | [ 141 ]    |
| 232 | 1983 | Rodney Porter                   | Reino Unido    | "Em reconhecimento à sua elucidação da estrutura das imunoglobulinas e das reações envolvidas na ativação do sistema complemento de proteínas" | —          |
| 233 | 1984 | Subrahmanyan Chandrasekhar      | Índia          | "Em reconhecimento ao seu trabalho distinto em física teórica, incluindo estrutura estelar, teoria da radiação, estabilidade hidrodinâmica e relatividade" | [ 142 ]    |
| 234 | 1985 | Aaron Klug                      | Lituânia       | "Em reconhecimento por suas contribuições notáveis para a nossa compreensão de estruturas biológicas complexas e os métodos usados para determiná-las" | —          |
| 235 | 1986 | Rudolf Peierls                  | Alemanha       | "Em reconhecimento de suas contribuições fundamentais para uma ampla gama de física teórica e avanços sinalizadores ao propor a provável existência de reações em cadeia nuclear em materiais físseis" | —          |
| 236 | 1987 | Robert Hill                     | Reino Unido    | "Em reconhecimento às suas contribuições pioneiras para a compreensão da natureza e do mecanismo da principal via de transporte de elétrons na fotossíntese" | —          |
| 237 | 1988 | Michael Atiyah                  | Líbano         | "Em reconhecimento por suas contribuições fundamentais para uma ampla gama de tópicos em geometria, topologia, análise e física teórica" | [ 143 ]    |
| 238 | 1989 | César Milstein                  | Argentina      | "Em reconhecimento por suas contribuições notáveis para a imunologia, em particular para a descoberta de anticorpos monoclonais e para a compreensão do papel das mutações somáticas na maturação da resposta imune" | —          |
| 239 | 1990 | Abdus Salam                     | Paquistão      | "Em reconhecimento ao seu trabalho sobre as simetrias das leis da natureza e, especialmente, a unificação das forças eletromagnéticas e fracas" | [ 144 ]    |
| 240 | 1991 | Sydney Brenner                  | África do Sul  | "Em reconhecimento às suas muitas contribuições para a genética molecular e biologia do desenvolvimento, e seu recente papel no projeto de mapeamento do genoma humano" | —          |
| 241 | 1992 | George Porter                   | Reino Unido    | "Em reconhecimento às suas contribuições para a compreensão fundamental dos processos fotoquímicos e fotofísicos rápidos e seu papel na química e na biologia." | [ 145 ]    |
| 242 | 1993 | James Watson                    | Estados Unidos | "Em reconhecimento à sua busca incansável pelo DNA, desde a elucidação de sua estrutura até as implicações sociais e médicas do sequenciamento do genoma humano." | [ 146 ]    |
| 243 | 1994 | Frederick Charles Frank         | Reino Unido    | "Em reconhecimento de sua contribuição fundamental para a teoria da morfologia do cristal, em particular para a fonte dos deslocamentos e suas consequências nas interfaces e no crescimento do cristal; para a compreensão fundamental dos cristais líquidos e do conceito de revelação; e para a extensão dos conceitos de cristalinidade para cristais aperiódicos. Ele também contribuiu por meio de uma variedade de percepções notáveis sobre um grande número de problemas físicos. "                                                | —          |
| 244 | 1995 | Frank Fenner                    | Austrália      | "Em reconhecimento à sua contribuição para a virologia animal, com ênfase especial nos vírus da varíola e da mixomatose e sua relação com o hospedeiro na causa da doença" | —          |
| 245 | 1996 | Alan Cottrell                   | Reino Unido    | "Em reconhecimento à sua contribuição para a compreensão das propriedades mecânicas dos materiais e tópicos relacionados por meio de seus estudos pioneiros sobre a plasticidade do cristal, interações de impureza de deslocamento, efeitos de fratura e irradiação." | [ 147 ]    |
| 246 | 1997 | Hugh Huxley                     | Reino Unido    | "Em reconhecimento ao seu trabalho pioneiro na estrutura do músculo e nos mecanismos moleculares da contração muscular, fornecendo soluções para um dos grandes problemas da fisiologia." | —          |
| 247 | 1998 | Michael James Lighthill         | França         | "Em reconhecimento às suas contribuições profundas para muitos campos dentro da mecânica dos fluidos, incluindo aspectos importantes da interação de som e fluxo de fluidos e inúmeras outras contribuições que tiveram aplicações práticas no design de motores de aeronaves. Ele também é conhecido por seu trabalho inovador em ambos . biofluido externo - análise dos mecanismos de nadar e voar - e biofluido interno, incluindo fluxo no sistema cardiovascular e nas vias aéreas, e mecânica coclear e outros aspectos da audição " | [ 148 ]    |
| 248 | 1999 | John Maynard Smith              | Reino Unido    | "Em reconhecimento por suas contribuições seminais para a biologia evolutiva, incluindo seu trabalho experimental sobre seleção sexual, suas contribuições importantes para a nossa compreensão do envelhecimento, sua introdução de métodos teóricos de jogos para a análise de cenários evolutivos complexos e sua pesquisa em evolução molecular, tanto através seu trabalho clássico sobre carona genética e com seu trabalho mais recente e contínuo sobre o crescimento da população bacteriana "                                     | [ 149 ]    |
| 249 | 2000 | Alan Battersby                  | Reino Unido    | "Em reconhecimento ao seu trabalho pioneiro na elucidação das vias biossintéticas detalhadas para todas as principais famílias de alcalóides vegetais. Sua abordagem, que se destaca como um paradigma para futuros estudos biossintéticos em moléculas complexas, combina trabalho de isolamento, determinação de estrutura, síntese, marcação isotópica e espectroscopia, especialmente RMN avançada, bem como genética e biologia molecular. Esta pesquisa espetacular revelou todo o caminho para a vitamina B12 "                      | —          |

### 2001 — 2023
| Nº     | Ano  | Premiado                                          | Nacionalidade  | Razão | Referência |
| ------ | ---- | ------------------------------------------------- | -------------- | --- | ---------- |
| 250    | 2001 | Jacques Miller                                    | França         | "Por seu trabalho sobre a função imunológica do timo e das células T, que revolucionou a ciência da imunologia. O trabalho do professor Millers está abrindo caminho para desenvolver novos métodos para melhorar a resistência a infecções, produzir novas vacinas, aumentar a sobrevivência do enxerto, lidar com autoimunidade e até mesmo persuadindo o sistema imunológico a rejeitar células cancerosas " | —          |
| 251    | 2002 | John Pople                                        | Reino Unido    | "Por seu desenvolvimento de métodos computacionais em química quântica. Seu trabalho transformou a teoria do funcional da densidade em uma ferramenta teórica poderosa para a química, física química e biologia." | [ 150 ]    |
| 252    | 2003 | John Gurdon                                       | Reino Unido    | "Por sua gama única de descobertas inovadoras nos campos da biologia celular e do desenvolvimento. Ele foi o pioneiro no conceito de que as células especializadas são geneticamente equivalentes e que diferem apenas nos genes que expressam e não nos genes que contêm, um conceito fundamental para a biologia moderna. "                                                                                   | —          |
| 253    | 2004 | Harold Kroto                                      | Reino Unido    | "em reconhecimento de suas contribuições seminais para a compreensão da dinâmica fundamental das moléculas da cadeia de carbono, levando à detecção dessas espécies (poliíneas) no meio interestelar pela radioastronomia, e daí à gênese de uma nova era na ciência do carbono." | [ 151 ]    |
| 254    | 2005 | Paul Nurse                                        | Reino Unido    | "por suas contribuições para a biologia celular em geral e para a elucidação do controle da divisão celular." | —          |
| 255    | 2006 | Stephen Hawking                                   | Reino Unido    | "Por sua excelente contribuição para a física teórica e cosmologia teórica." | —          |
| 256    | 2007 | Robert May                                        | Reino Unido    | "por seus estudos seminais das interações dentro e entre as populações biológicas que remodelaram nossa compreensão de como as espécies, comunidades e ecossistemas inteiros respondem a perturbações naturais ou criadas pelo homem." | [ 152 ]    |
| 257    | 2008 | Roger Penrose                                     | Reino Unido    | "por seus belos e originais insights em muitas áreas da matemática e da física matemática. Sir Roger fez contribuições notáveis à teoria da relatividade geral e à cosmologia, principalmente por seu trabalho sobre buracos negros e o Big Bang." | [ 152 ]    |
| 258    | 2009 | Martin Evans                                      | Reino Unido    | "por seu trabalho seminal com células-tronco embrionárias em camundongos, que revolucionou o campo da genética." | [ 152 ]    |
| 259[a] | 2010 | David Cox                                         | Reino Unido    | "por suas contribuições seminais para a teoria e aplicações da estatística." | [ 152 ]    |
| 259[a] | 2010 | Tomas Lindahl                                     | Suécia         | "por suas contribuições seminais para a compreensão da bioquímica do reparo do DNA." | [ 152 ]    |
| 260    | 2011 | Dan Peter McKenzie                                | Reino Unido    | "Por suas contribuições seminais para a compreensão dos fenômenos geológicos e geofísicos, incluindo as placas tectônicas." | [ 152 ]    |
| 261    | 2012 | John Ernest Walker                                | Reino Unido    | "Por seu trabalho inovador em bioenergética, descobrindo o mecanismo de síntese de ATP na mitocôndria." | —          |
| 262    | 2013 | Andre Geim                                        | Países Baixos  | "Por sua numerosa contribuição científica e, em particular, por iniciar pesquisa sobre cristais atômicos bidimensionais e suas hetero-estruturas artificiais." | [ 153 ]    |
| 263    | 2014 | Alec Jeffreys                                     | Reino Unido    | "Por seu trabalho pioneiro sobre variação e mutação no genoma humano." | [ 154 ]    |
| 264    | 2015 | Peter Higgs                                       | Reino Unido    | "Por sua contribuição fundamental para a física de partículas com sua teoria que explica a origem da massa de partículas elementares, confirmada pelas experiências no Grande Colisor de Hádrons." | [ 155 ]    |
| 265    | 2016 | Richard Henderson                                 | Reino Unido    | "Em reconhecimento de suas contribuições fundamentais e revolucionárias ao desenvolvimento da microscopia eletrônica de materiais biológicos, possibilitando deduzir sua estrutura atômica." | [ 156 ]    |
| 266    | 2017 | Andrew Wiles                                      | Reino Unido    | "Por sua bela e inesperada prova do Último Teorema de Fermat, que é uma das conquistas matemáticas mais importantes do século XX." | [ 157 ]    |
| 267    | 2018 | Jeffrey Ivan Gordon                               | Estados Unidos | "Por suas contribuições para a compreensão do papel das comunidades microbianas intestinais para a saúde e doenças humanas." | [ 158 ]    |
| 268    | 2019 | John Bannister Goodenough                         | Estados Unidos | "Em reconhecimento por suas contribuições excepcionais para a ciência e tecnologia de materiais, incluindo sua descoberta que levou a baterias recarregáveis de lítio." | [ 159 ]    |
| 269    | 2020 | Alan Fersht                                       | Reino Unido    | "Ele desenvolveu e aplicou os métodos de engenharia de proteínas para fornecer descrições das vias de dobramento de proteínas em resolução atômica, revolucionando nossa compreensão desses processos." | [ 160 ]    |
| 270    | 2021 | Jocelyn Bell Burnell                              | Reino Unido    | "Por seu trabalho sobre a descoberta de pulsares, uma das maiores descobertas astronomicas do século XX." | [ 161 ]    |
| 271    | 2022 | Equipe de criação da vacina da Oxford-AstraZeneca | Reino Unido    | "Por desenvolver e implantar rapidamente uma vacina contra a COVID-19." | [ 162 ]    |
| 272    | 2023 | Martin Rees                                       | Reino Unido    | "por ser indiscutivelmente o mais ilustre astrofísico teórico de sua geração, responsável por numerosos e variados avanços conceituais, com influência que se estende muito além da comunidade acadêmica especializada." | [ 163 ]    |

- a. ^ Em 2010, foram concedidas duas medalhas em comemoração ao 350.º aniversário da Royal Society.[152]